# Camera Silens
Camera Silens va ser una banda de música punk de Bordeus en actiu de 1981 a 1988.
El seu cantant, Gilles Bertin (1961-2019), va participar en el robatori d'un banc a Tolosa de Llenguadoc el 27 d'abril de 1988, en què es van robar uns 12 milions de francs. Bertin va escapar a l'estranger, primer a Portugal on va obrir una botiga de discos i després a Barcelona on va treballar al bar dels seus sogres, i va estar fugit de la justícia durant 28 anys abans de lliurar-se a la policia. El 2018, va ser condemnat a una pena de presó suspesa de cinc anys.

## Membres
- Gilles Bertin - baix (1981-1983) i cantant (1981-1986)
- Benoit Destriau - guitarra (1981-1988)
- Philippe Schneiberger - bateria (1981-1982)
- Éric Ferrer - baix (1983-1988)
- Nicolas Mouriesse «Boubou» - bateria (1983-1984)
- Bruno Cornet - bateria (1984-1988)
- François Borne - saxofon (1986-1988)

## Discografia
- 1985: Réalité
- 1987: Rien qu'en traînant